# Le Journal d'Anne Frank
Pour les articles homonymes, voir Le Journal d'Anne Frank (homonymie).
Le Journal d'Anne Frank est le livre composé à partir du journal intime tenu par Anne Frank, une jeune fille juive allemande exilée aux Pays-Bas, lorsqu'elle se cache à Amsterdam pendant deux ans avec sa famille et quatre amis, au cours de l'occupation des Pays-Bas par l'Allemagne nazie.
Anne Frank a reçu son journal pour ses 13 ans le 12 juin 1942 et commence à l'écrire le jour même ; le journal s'arrête au mardi 1er août 1944, quelques jours avant l'arrestation des huit personnes survenue le 4 août 1944. Sept mois après son arrestation, Anne Frank meurt du typhus dans le camp de concentration de Bergen-Belsen, en mars 1945. Son père, Otto Frank sera le seul survivant de la famille. Le journal d'Anne est récupéré par Miep Gies dans l'Annexe, dans les heures suivant l'arrestation des huit clandestins et de deux de leurs bienfaiteurs.
Quand Otto Frank, peu après son retour à Amsterdam en juin 1945, apprend la mort d'Anne, Miep Gies lui remet le journal d'Anne qu'elle avait soigneusement conservé. Après avoir hésité, Otto Frank décide de le faire publier. Ce faisant, il réalise le vœu d’Anne : devenir un jour écrivain. La première édition en néerlandais paraît le 25 juin 1947,
Le Journal d'Anne Frank a été traduit en plus de 70 langues. Quelque 30 millions d'exemplaires ont été vendus et il a donné lieu à des pièces de théâtre ainsi qu'à des films. Depuis 2009, il est inscrit au registre international de la « Mémoire du monde ». Dans le monde entier, des rues et des écoles ainsi que des parcs ont été baptisés Anne Frank.

## L'écriture du journal
Pour son treizième anniversaire le 12 juin 1942, Anne Frank reçoit un livre d'amitié à motif écossais rouge et blanc et décide de l'utiliser comme journal intime. Elle commence à y écrire immédiatement. Lorsqu'elle écrit, elle s'adresse à « Kitty », une amie imaginaire. Trois semaines plus tard, la famille Frank va se cacher dans des pièces au-dessus et à l'arrière des bureaux de la société Opekta sur le Prinsengracht. Dans ces pièces (appelées l'Annexe), Anne passe beaucoup de son temps à écrire son journal. Jusqu'au printemps 1944, Anne écrit pour elle seule, jusqu'au moment où elle entend, à la radio de Londres, le ministre de l'Éducation du gouvernement néerlandais en exil dire qu'après la guerre il faudrait rassembler et publier tout ce qui avait trait aux souffrances du peuple néerlandais pendant l'occupation allemande. Frappée par ce discours, Anne décide de publier un livre après la guerre, son journal devant servir de base. Elle entame alors un travail de réécriture, corrigeant ou supprimant les passages qu'elle juge peu intéressants, et en ajoutant d'autres en puisant dans sa mémoire. Elle crée des pseudonymes pour les habitants de l'Annexe et les personnes qui les aident. La famille van Pels devient Hermann, Petronella, et Peter van Daan, et Fritz Pfeffer devient Albert Düssell. Anne retranscrit son journal sur de fines feuilles de papier qui viennent du bureau. Parallèlement, elle continue à écrire régulièrement son journal original, jusqu'à sa dernière entrée qui date du 1er août 1944. Son grand rêve est de devenir écrivain : « Deviendrai-je jamais une journaliste et un écrivain ? Je l’espère tant, car en écrivant je peux tout consigner, mes pensées, mes idéaux et les fruits de mon imagination. », écrit-elle le 5 avril 1944.

## Publication

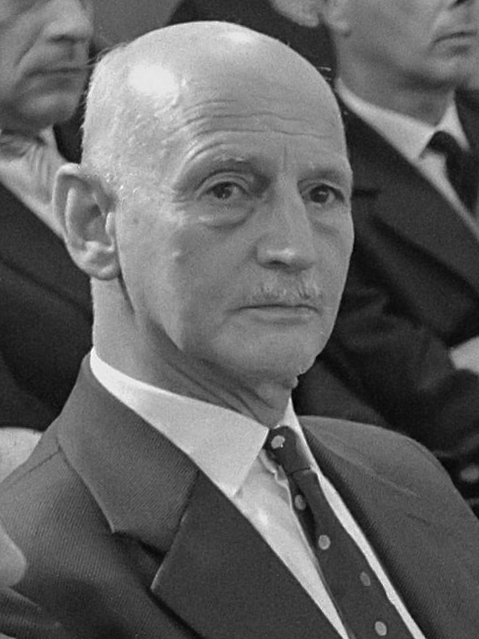
Otto Frank, père d'Anne Frank, ayant récupéré le journal de sa fille et décidé de le publier.

Otto Frank décide de publier le journal et cherche un éditeur. Ce faisant, Otto Frank réalise le vœu d’Anne : devenir un jour écrivain. Otto utilisa son journal original, connu sous le nom de « version A », et la version corrigée, connue sous le nom de « version B », pour produire la première publication du journal. Mais au lendemain de la guerre, personne ne veut s’y atteler. Otto donne le journal à l'historienne Annie Romein-Verschoor, qui essaye sans succès de le publier. Elle le donne alors à son mari Jan Romein, qui écrivit un article au sujet du journal intitulé « Kinderstem » (« La Voix d'un Enfant »), publié dans le quotidien Het Parool le 3 avril 1946. L'article attire l'attention des éditeurs sur ce journal. Publié la première fois sous le titre Het Achterhuis: Dagboekbrieven van 12 Juni 1942 – 1 Augustus 1944 (L'Annexe : Notes de journal du 12 juin 1942 – 1er août 1944) par Contact Publishing à Amsterdam en 1947. Le titre Het Achterhuis avait été choisi par Anne comme intitulé d'un futur mémoire ou d'un roman basé sur ses expériences dans la cachette. Achterhuis est un terme architectural néerlandais se référant à une arrière-maison (utilisé par opposition à Voorhuis, qui signifie avant-maison), mais après la publication de la traduction anglaise, il est apparu que de nombreux lecteurs anglophones pourraient ne pas être familiers avec le terme et il a été décidé qu'un terme plus évocateur (« annexe secrète ») permettrait de mieux connaître la position cachée de l'immeuble.
Lors de sa traduction en anglais, l'ouvrage recueille un succès critique et populaire d'une ampleur mondiale sous le titre Anne Frank: The Diary of a Young Girl (Anne Frank : Le Journal d'une jeune fille) par Doubleday & Company (États-Unis) et Vallentine Mitchell (Royaume-Uni) en 1952. Sa popularité inspire en 1955 la pièce Le Journal d'Anne Frank, mise en scène par Frances Goodrich et Albert Hackett, et ultérieurement adaptée par les mêmes à l'écran pour une version filmée en 1959. Le livre est considéré comme l'un des piliers de la littérature de la Shoah et l'une des œuvres-clés du XXe siècle.
Otto Frank consacrera le restant de sa vie au journal de sa fille. En 1963, il crée le Fonds Anne Frank de Bâle, une association qui détient les droits d’auteur sur les écrits d’Anne Frank et administre l’héritage de la famille Frank. Les revenus sont consacrés à des œuvres caritatives dans le monde entier, par exemple la lutte contre les discriminations et l’injustice, les droits des femmes et des enfants. Jusqu'à sa mort, survenue en août 1980, Otto Frank répond aux lettres de milliers de lecteurs du journal d'Anne.
En France, Le Journal d'Anne Frank a été classé à la 19e place des 100 meilleurs livres du XXe siècle. Il est traduit dans plus de 70 langues, et plus de 30 millions d'exemplaires en ont été vendus.
Primo Levi, écrivain et survivant d'Auschwitz, a déclaré à son propos : 

« Anne Frank nous émeut plus que les innombrables victimes restées anonymes et peut-être doit-il en être ainsi. Si l'on devait et pouvait montrer de la compassion pour chacune d'elles, la vie serait insoutenable. »

### Extraits duJournal
« Avec ses murs vides, notre petite chambre faisait très nue. Grâce à papa, qui avait emporté à l'avance toute ma collection de cartes postales et de photos de stars de cinéma, j'ai pu enduire tout le mur avec un pinceau et de la colle et faire de la chambre une gigantesque image. C'est beaucoup plus gai comme ça. »

— Anne Frank, Le Journal d'Anne Frank - 11 juillet 1942

« La radio anglaise parle d'asphyxie par le gaz. Je suis complètement bouleversée. »

— Anne Frank, Le Journal d'Anne Frank - 9 octobre 1942

## Personnages

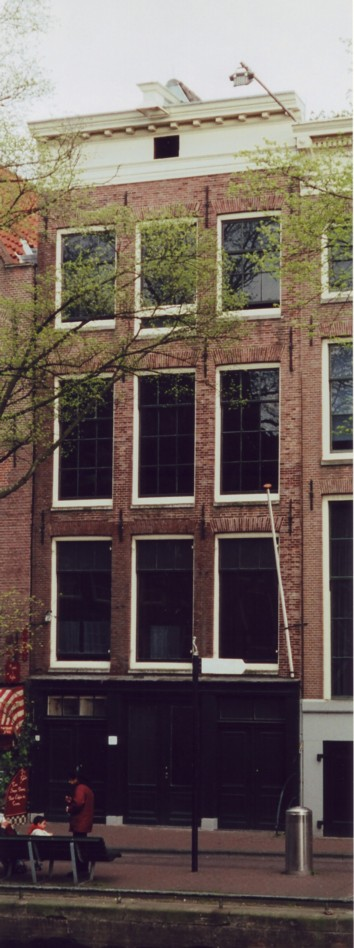
Façade de l'immeuble, à l'arrière duquel se trouvait la cachette (« L'Annexe ») de la famille Frank dans Amsterdam, situé 263 Prinsengracht.

Huit personnes vivront dans l'Annexe pendant deux ans et un mois, de juillet 1942 à août 1944, jusqu'à ce qu'ils soient trahis.
- Anne Frank

Personnage principal. Elle vient d'avoir 14 ans. Comme il s'agit de son journal intime, tous les changements quotidiens des émotions et du caractère d'Anne se perçoivent au fil des jours. Elle est mûre, d'une volonté forte, intelligente, un peu réservée et d'une grande classe. Elle aspire à devenir un jour journaliste et écrivain célèbre. Elle montre une capacité d'analyse, surtout sur elle-même, d'une grande profondeur et d'une grande sagesse pour son âge. Elle meurt du typhus au camp de Bergen-Belsen quelques jours après sa sœur Margot ; on estime la date entre fin février et début mars 1945.
- Margot Frank

Sœur d'Anne. Lorsque le journal commence, elle est âgée de seize ans. Margot est de trois ans l’aînée d’Anne. Elle est traitée comme une enfant gâtée par sa mère et mange très peu. Elle est sensible et gentille avec sa sœur. Elle est rangée, calme et obtient de bonnes notes à l’école. Elle meurt du typhus quelques jours avant sa sœur au camp de Bergen-Belsen.
- Otto Frank

Père d'Anne et Margot, appelé affectueusement « Pim » par Anne. Il a un grand cœur et est noble, patient et aimable. Il sera le seul survivant des occupants de l'Annexe. Il soutenait sa fille Anne et était la personne la plus importante à ses yeux (dans l'Annexe).
- Edith Frank

Mère d'Anne et Margot, elle occupe une place secondaire dans le journal d'Anne. Elle est très bavarde et critique beaucoup sa seconde fille, Anne. Edith est aussi sarcastique et, au cours de la première étape de la cohabitation dans l'Annexe, Anne exprime la mauvaise relation qu'elle entretient avec sa mère. Celle-ci ne la comprend pas, ne la soutient pas dans les difficultés qu'elle affronte chaque jour. Edith Frank ne s'entend pas forcément toujours avec ses colocataires, les Van Daan (Van Pels). Elle est déportée à Auschwitz-Birkenau avec ses deux filles, mais elle en est séparée et meurt de maladie, de faim et d'épuisement à l'infirmerie du camp le 6 janvier 1945.
- Peter van Daan

Peter van Pels de son vrai nom, naît le 8 novembre 1926 à Osnabrück, tout près de la frontière néerlandaise. Il a deux ans et demi de plus qu'Anne. Ses parents sont Augusta et Hermann van Pels, rebaptisés « Van Daan » dans Le Journal d'Anne Frank. Bertel Hess, une cousine de Hermann, évoque ainsi Peter : « J'ai vu Peter très souvent. Il venait chez tante Henny et chez son grand-père, qui avaient fui tous les deux Osnabrück et vivaient à Amsterdam. C'était un très gentil garçon, et timide, très timide. Il était très habile ». Il meurt d'épuisement et de maladie au camp de Mauthausen trois jours avant la libération du camp, le 5 mai 1945.
- Hermann van Daan

Hermann van Pels de son vrai nom, naît le 31 mars 1898 à Gehrde, près d’Osnabrück. Il est marié à Augusta van Pels (rebaptisée Petronella van Daan par Anne-Frank) et est le père de Peter van Pels. Il est, dans le Journal, décrit comme ceci : « Participe généralement à la conversation, proclame toujours son opinion et, cela fait, il n’y a plus rien à y redire, car si quelqu’un s’y risque, il faut l’entendre. Oh… il peut grogner comme un chat en colère… j’aime mieux ne pas m’y frotter… Quand on l’a subi une fois, on ne recommence pas. Il a l’opinion la plus juste, il est le mieux renseigné sur tout. Bon, c’est vrai, il n’est pas bête ; mais l’autosatisfaction a atteint chez ce monsieur un haut degré. » Celui-ci fut, selon la Croix-Rouge, gazé à Auschwitz en octobre 1944.
- Petronella van Daan

Augusta van Pels de son vrai nom, naît le 29 septembre 1890 et meurt en avril ou mai 1945, en route pour le camp de concentration de Theresienstadt, ou bien sur place. Elle est décrite dans son Journal le 9 août 1943 par Anne : « Certains jours, surtout quand un éclat s’annonce, mieux vaut ne pas la regarder en face. Tout bien considéré, c’est elle la responsable de toutes les discussions. Pas le sujet ! Oh non, chacun s’en garde bien, mais on pourrait peut-être l’appeler la provocatrice. Provoquer, ça c’est amusant. Exciter les autres comme madame Frank et Anne, contre Margot et Monsieur c’est moins facile. »
- Albert Dussel

Fritz Pfeffer de son vrai nom, naît le 30 avril 1889 et meurt le 20 décembre 1944 à l'infirmerie du camp de Neuengamme à l'âge de 55 ans. C'est un dentiste, qui intégra l'Annexe le 17 novembre 1942. Il se révélera très vite être un homme grincheux. Il partagera sa chambre avec Anne.
- Bep Voskuijl

Apporte à la famille Frank des fruits, des fleurs, des cahiers… D'après Anne (9 août 1943), Bep est souvent de bonne humeur, conciliante et gentille.
- Miep Gies

La personne qui découvre le journal d'Anne Frank où elle est souvent mentionnée, une des protectrices de la famille Frank.
- Jo Kleiman

Collègue du père d'Anne, et un ami. C'est aussi un protecteur de la famille Frank.
- Victor Kugler

Fait des études de commerce et commence sa carrière dans le secteur de la vente de Pectine. Il rencontre ainsi Otto Frank et devient le principal protecteur de la famille Frank.
- Jan Gies

Mari de Miep. Avec cette dernière, il viendra souvent rendre visite aux clandestins.
- Moortje

Chat d'Anne. Elle y tient énormément et va souvent mentionner son nom, ainsi que le fait qu'il lui manque beaucoup. Déménageant dans l'annexe, elle a dû le laisser chez elle.
Beaucoup de noms ont été modifiés afin de conserver l'anonymat des concernés. Ainsi, la famille Van Daan est en réalité la famille Van Pels (d'Osnabrück), composée de Augusta (Petronella), Hermann (Hans), et Peter (appelé « Alfred » par Anne). Albert Dussel est Fritz Pfeffer.

## Dates du journal

### Ajouts
D'après l'édition Le Livre de poche : 
- 28 septembre 1942, p. 17
- Septembre 1942, p. 43
- 21 septembre 1942, p. 46
- 22 janvier 1944, p. 71

## Événements, mentions, références historiques
Le journal d'Anne Frank relate essentiellement la vie dans l'entreprise avec les huit personnes et les visites de ceux qui les aident. Dans ce quotidien à la fois renfermé, en vase clos, le monde extérieur pénètre néanmoins dans cette cachette grâce à la radio Philips qui se trouve dans l'entreprise, et plus tard la petite radio "baby" dans l'annexe. Une autre source d'information provient des visites de ceux qui les aident avec des journaux ou leurs témoignages. Anne Frank mentionne dans son journal certains de ces évènements, des lieux, et des personnages qui vivent à l'extérieur.  

## Musée (Maison Anne Frank)

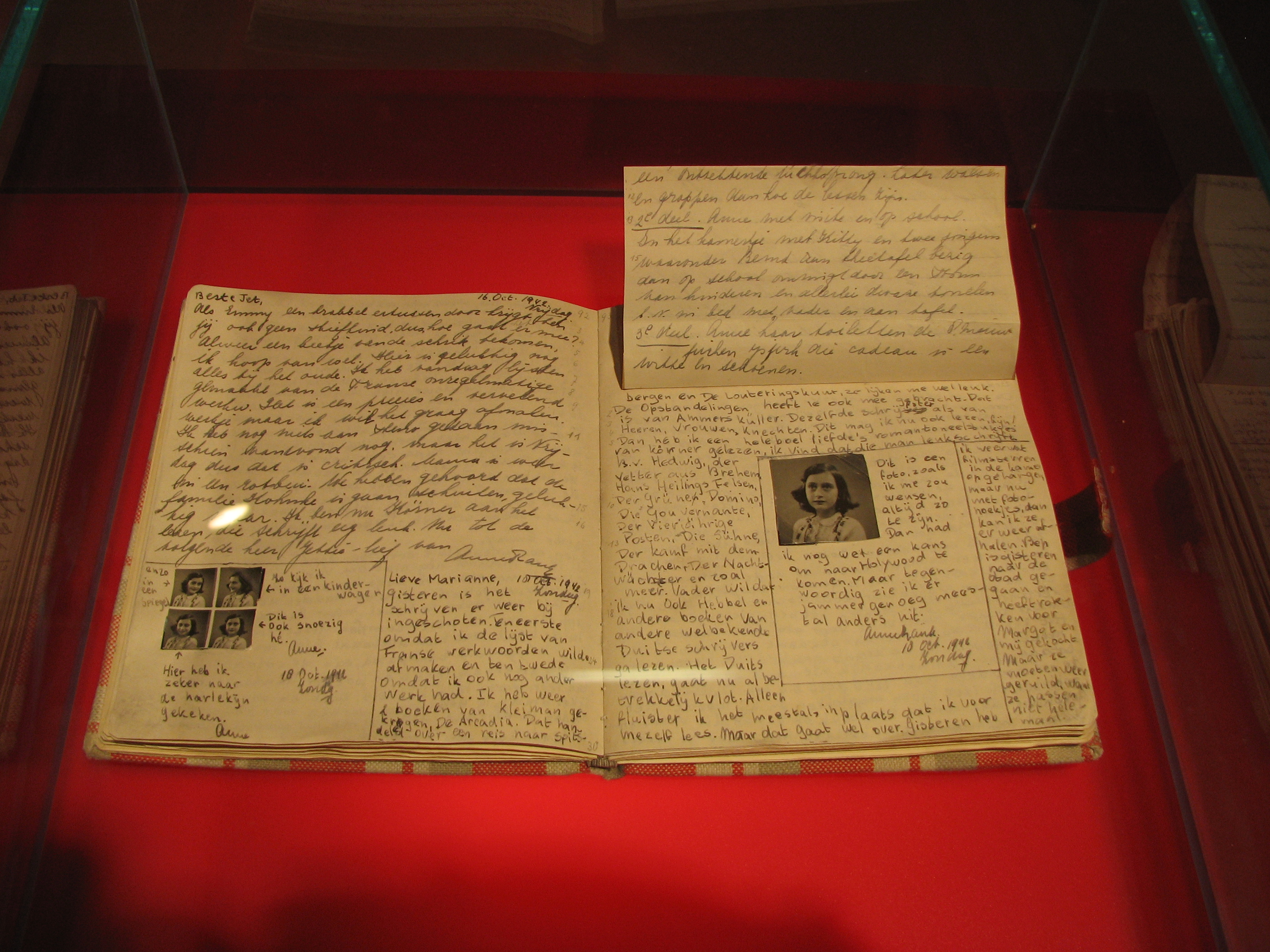
Fac-similé du Journal d'Anne Frank exposé au Anne Frank Zentrum de Berlin en 2008.

La maison d'Anne Frank, située le long du canal Prinsengracht d'Amsterdam, capitale des Pays-Bas, est actuellement un musée consacré aux dernières années de la jeune fille.
Peu de temps après la publication du Journal, des visiteurs affluent et visitent la maison de façon informelle, grâce aux employés qui avaient caché les familles. En 1955, la société d'Otto Frank déménage dans de nouveaux locaux et l'ensemble du bâtiment est vendu à un agent immobilier qui dépose un permis de démolition, avec l'intention de construire une usine à la place. Pour sauver le bâtiment et le faire classer comme monument historique, une campagne est lancée par les Néerlandais du journal Het Vrije Volk, le 23 novembre 1955. Les militants organisent une manifestation devant le bâtiment le jour prévu pour le début de la démolition et obtiennent un sursis à exécution.
Une Fondation Anne Frank est créée par un comité où siègent les représentants locaux, avec le soutien d'Otto Frank et de Johannes Kleiman, le 3 mai 1957, avec l'objectif principal de recueillir suffisamment de fonds pour acheter et restaurer le bâtiment. En octobre de cette même année, la société qui en est propriétaire fait don du bâtiment à la Fondation, comme marque de bonne volonté. Les fonds recueillis par souscription publique sont ensuite utilisés pour acheter la maison voisine, au numéro 265, peu avant que le reste des bâtiments du bloc ne soit démoli.
Le bâtiment réhabilité est ouvert au public le 3 mai 1960.

## Adaptations et œuvres dérivées

### Théâtre
- 1955-1957 : Le Journal d'Anne Frank (The Diary of Anne Frank), pièce de Frances Goodrich et Albert Hackett, Broadway
- 1957 : Le Journal d'Anne Frank de Frances Goodrich et Albert Hackett, adaptation française de Georges Neveux, mise en scène Marguerite Jamois, Théâtre Montparnasse avec Josée Steiner
- 1995 : Le Journal d'Anne Frank de Frances Goodrich et [Albert Hackett, mise en scène Pierre Franck, Théâtre des Célestins, Théâtre Hébertot
- 2012 : Le Journal d'Anne Frank, adaptation d'Éric-Emmanuel Schmitt, mise en scène Steve Suissa, Théâtre Rive Gauche, avec Francis Huster, Roxane Duran, Charlotte Kady
- 2020 : Le Journal d'Anne Frank adaptation de  la compagnie française Spectabilis[18]
- 2021 : Le journal d'Anne Frank, adaptation et jeu de Jasmine Dziadon et Avner Camus Perez, compagnie du visage et ongdam

### Cinéma et télévision
- 1959 : Le Journal d'Anne Frank (The Diary of Anne Frank), film américain de George Stevens, adaptation de la pièce de Goodrich et Hackett
- 1980 : Le Journal d'Anne Frank (The Diary of Anne Frank), téléfilm américain de Boris Sagal, avec Mélissa Gilbert
- 1988 : Le Journal d'Anne Frank (The Diary of Anne Frank), téléfilm américain de John Erman
- 1995 : Anne no Nikki (アンネの日記?, The Diary of Anne Frank), anime japonais du studio Madhouse réalisé par Akinori Nagaoka.
- 2001 : Anne Frank: The Whole Story, mini-série américano-britannique de Robert Dornhelm diffusée sur ABC
- 2008 : Le Journal d'Anne Frank (The Diary of Anne Frank), mini-série britannique de Jon Jones diffusée sur la BBC
- 2021 : Où est Anne Frank ! (Where Is Anne Frank), film d'animation réalisé par Ari Folman

### Littérature
- 2015 : La Voie de l'ange, une suite du journal écrite en français par un personnage fictionnel tiré de la saga hypertexte The Passengers[19].
- 2017 : Le Journal d'Anne Frank en bande dessinée (roman graphique), par Ari Folman et David Polonsky, éditions Calmann-Lévy, traductions de Claire Desserrey, Isabelle Rosselin-Bobulesco et Philippe Noble[20]

## Postérité

### Controverse sur la date d'entrée dans le domaine public
Anne Frank étant morte durant l'année 1945, au 1er janvier 2016, soit 70 ans après sa mort, le Journal entre dans le domaine public selon le droit de la propriété intellectuelle français. 
Cependant, le Fonds Anne Frank, chargé de l'édition du Journal, considère qu'Otto Frank a aidé à l'élaboration du texte en 1947 ; donc, en tant qu’œuvre composite, il n'entrera dans le domaine public qu'en 2050. La version non modifiée, publiée en 1986, entrerait, elle, dans le domaine public en 2030.
De nombreuses réactions s'opposent à ce point de vue,,. Notamment, l'intervention d'Otto Frank ne serait pas suffisante pour revendiquer une création artistique, étant donné qu'elle s'est limitée à la coupure de certains passages et à de légères modifications. Pour la version non coupée, d'après la loi concernant une œuvre posthume, les droits patrimoniaux expirent au 1er janvier 2016 en France. C'est également le cas en Belgique (Art. XI.166), et en Espagne. Le 30 décembre 2015, la Maison Anne Frank précise sur son site qu'Otto Frank n'est en aucun cas co-auteur.
La fondation Anne Frank se base sur l'ancien droit de la propriété intellectuelle, qui accorde 50 ans après la publication. Depuis une décision de la cour de cassation, en France, c'est le régime le plus récent qui est appliqué dans ce cas.
L'universitaire Olivier Ertzscheid met en ligne sans autorisation le journal en français par défi contre la fondation Anne Frank. Il le retire à la demande de l'éditeur français qui fait valoir le droit non prescrit de la traduction, ce qui n'empêche pas le Fonds Anne Frank de le menacer de poursuites judiciaires.
Isabelle Attard, députée française, publie en ligne l'ouvrage en néerlandais le 1er janvier 2016, déclarant que « combattre la privatisation de la connaissance est entièrement d'actualité. »
Le nom « Le Journal d'Anne Frank » est déposé comme marque communautaire en début de 2016.
Aux États-Unis, le journal sera dans le domaine public 95 ans après la première publication de 1952, soit en 2047. La Fondation Wikimedia a par conséquent retiré le texte du livre de Wikisource en vertu du DMCA.
Les éditions Soleil décident de publier en janvier 2016 une bande dessinée adaptant le journal, « en respectant scrupuleusement le texte d'origine de 1947 » afin d'éviter les poursuites judiciaires, devant l'incertitude de la situation.

### Découvertes sur le journal en 2018
Le 15 mai 2018, des chercheurs ont dévoilé l'existence de deux pages d'un des cahiers portant sur la sexualité. Cachées par du papier kraft, elles ont été découvertes grâce aux techniques de traitement numérique de l'image.
Anne Frank note, le 28 septembre 1942, qu'elle va « utiliser cette page pour écrire des blagues salaces ». Y figurent quatre blagues licencieuses et 33 lignes de réflexion sur l'éducation sexuelle.

### Lecteurs notables
Nelson Mandela a lu le journal d'Anne Frank alors qu'il était en prison, sous le régime de l'apartheid, en Afrique-du-Sud.

#### Quand tu écouteras cette chanson
Sorti en 2022, ce récit est fondé sur l'expérience de l'écrivaine Lola Lafon en 2021, lorsqu'elle obtient l'autorisation de passer une nuit à la Maison Anne Frank, dans l'annexe où la jeune fille a rédigé son Journal. Le livre est publié dans la collection « Ma nuit au musée » des éditions Stock.

## Éditions françaises deHet achterhuis
- Journal / de Anne Frank ; traduit du hollandais par Tylia Caren et Suzanne Lombard.
  - Paris : Calmann-Lévy, 1950, 309 p. Rééd. 1956, 1957, 1987. Préface de Daniel-Rops
  - Paris : Le Livre de Poche n° 287, 1958, 288 p. Reed. Paris : LGF, coll. "Le Livre de Poche" n° 287, 1991, 350 p. Postf. d'Isabelle Rosselin-Bobulesco.  (ISBN 2-253-00127-9)
  - Paris : Calmann-Lévy, 1959, 317 p. Feuilles sous couverture imprimée rempliée, chemise et étui. Journal précédé d'extraits de lettres inédites, adressées à M. Otto Frank. Édition illustrée d'une lithographe originale d'après un dessin de Marc Chagall. Tiré à 495 exemplaires numérotés pour L'Alliance Israélite Universelle.
  - Suivi de Huit contes inédits / traduits par Nelly Weinstein. Paris : Calmann-Lévy, 1960, 347 p. Rééd. 1970.
  - Paris : France loisirs, coll. "Bibliothèque des succès", 1976, 319 p.
  - Paris : Gallimard, coll. "1000 soleils", 1980, 265 p.
  - Paris : Presses pocket n° 2642, 1986, 283 p.  (ISBN 2-266-01710-1)
  - Paris : Éd. de la Seine, coll. "Succès du livre", 1989, 307 p.  (ISBN 2-7382-0237-3)
- Le Journal d'Anne Frank / édité par Mirjam Frank ; traduit du néerlandais par Isabelle Rosselin et Philippe Noble ; préface d'Audrey Azoulay.
  - Paris : Calmann-Lévy, 2019, 352 p.  (ISBN 978-2-7021-6679-6)
- Le Journal d'Anne Frank / édité par Mirjam Pressler ; traduit du néerlandais par Isabelle Rosselin et Philippe Noble ; textes complémentaires traduits de l'anglais par Claire Desserrey. Cette édition restitue le texte d'origine à partir de l'édition scientifique de ses différentes versions, parue en 1986 aux Pays-Bas et en 1989 en France.
  - Paris : Calmann-Lévy, 2022, 375 p.  (ISBN 978-2-7021-8533-9)
  - Paris : Le Livre de Poche n° 33061, 2022, 349 p.  (ISBN 978-2-253-93743-2)
  - Paris : Le Livre de Poche, 2022, 346 p.  (ISBN 978-2-253-94107-1). Édition collector. Célébration des 75 ans de la parution du Journal en 2022.

## Éditions françaises deDe dagboeken van Anne Frank
- Le Journal d'Anne Frank / texte établi par Otto H. Frank et Mirjam Pressler ; nouv. éd. courante adapt. du néerlandais par Nicolette Oomes et Philippe Noble ; à partir de la trad. de l'éd. critique par Philippe Noble et Isabelle Rosselin-Bobulesco.
  - Paris : le Grand livre du mois, 1991, 388 p.
  - Paris : Calmann-Lévy, 1992, 388 p.  (ISBN 2-7021-2065-2)
  - Paris : LGF, coll. "Le Livre de Poche" n° 287, 1992, 415 p.  (ISBN 2-253-00127-9). Rééd. 2003.  (ISBN 2-253-00127-9)
  - Paris : Au sans pareil, coll. "La Bibliothèque des chefs-d'œuvre", 1996, 368 p.  (ISBN 2-237-00107-3)
  - Paris : LGF, coll. "Le Livre de Poche n° 33061, 2013, 357 p.  (ISBN 978-2-253-17736-4). Préfaces inédites de Bernd Buddy Elias et Éric-Emmanuel Schmitt. Rééd. 2019.  (ISBN 978-2-253-07309-3)

## Éditions françaises deWeet je nog?: verhalen en sprookjes
- Contes / Anne Frank ; traduits du hollandais par Nelly Weinstein ; 
  - Paris : Calmann-Lévy, 1959, 105 p., illustrations de Dominique Rolin.
  - Paris : Le Livre de poche n° 4224, 1975, 86 p.
- Contes / Anne Frank ; traduits du hollandais par Nelly Weinstein et Arlette Rosenblum.
  - Paris : Presses pocket n° 2378, 1985, 148 p.  (ISBN 2-266-01577-X)
- Contes / Anne Frank ; traduction par Arlette Rosenblum d'après la version américaine ; édition présentée, annotée et commentée par Évelyne Amon.
  - Paris : Larousse, coll. "Petits classiques Larousse" n° 142, 2009, 111 p.  (ISBN 978-2-03-584270-1)